# Indosylvirana temporalis
Indosylvirana temporalis es una especie de anfibio anuro de la familia Ranidae.

## Distribución geográfica
Esta especie es endémica de Sri Lanka. Se encuentra en los distritos de Kandy, Kegalle, Nuwara Eliya y Ratnapura, entre los 40 y 1850 m sobre el nivel del mar.

## Descripción
Los machos estudiados por Biju et al. en 2014 miden de 48.1 a 68.1 mm y las hembras de 63.5 a 79.4 mm.

## Publicación original
- Günther, 1864 : The reptiles of British India, p. 1-452[6]